# Sad Socket
Sad Socket é uma desenvolvedora de jogos eletrônicos independente, localizada em São Paulo e Nova Iorque. O estúdio foi fundado em 2021 pelos sócios Rafael Melo e André Young e é conhecido pela criação de títulos como 9 Kings, Seraph's Last Stand, e o título em desenvolvimento Ending Tau.

## História
Os fundadores se conheceram na infância e produziam jogos de forma casual desde 2005, Rafael e André trilharam caminhos diferentes e se reuniram novamente em 2021 para fundar o estúdio. André Young desenvolveu uma notória carreira como criador de conteúdo relacionado ao desenvolvimento de jogos e diversidades, enquanto Rafael Melo se mudou para Nova York, onde construiu uma carreira como diretor de criação e músico, antes de se reencontrarem para focar no desenvolvimento de jogos autorais.
9 Kings, o maior destaque da desenvolvedora, vendeu mais de 250 mil cópias ainda na primeira semana, recebendo avaliações positivas da crítica e dos jogadores, com uma aprovação de 93% na plataforma Steam em mais de dez mil avaliações. O jogo atingiu um pico de mais de 13.900 jogadores simultâneos no segundo fim de semana após o lançamento.
Ao final do primeiro mês do acesso antecipado de 9 Kings, o jogo já ultrapassou a marca de 400.000 cópias vendidas e se consolida como um dos maiores lançamentos da história da indústria brasileira de jogos.
A editora Hooded Horse, responsável por títulos como Manor Lords e Against the Storm, destacou o sucesso comercial de 9 Kings, classificando-o como "um dos maiores lançamentos de um estúdio brasileiro para PC". Tim Bender, diretor-executivo da empresa, elogiou a parceria com a Sad Socket em comunicados à imprensa.
Além do desenvolvimento de 9 Kings, informou que continua focado no desenvolvimento de seu título mais ambicioso até aqui, entitulado "Ending Tau"

## Jogos desenvolvidos
| Ano  | Título              | Plataforma(s)                                    | Notas                |
| ---- | ------------------- | ------------------------------------------------ | -------------------- |
| 2022 | Seraph's Last Stand | Microsoft Windows, Nintendo Switch               |                      |
| 2025 | 9 Kings             | Microsoft Windows, MacOS                         | Em acesso antecipado |
| 2026 | Ending Tau          | Microsoft Windows, MacOS, Linux, Nintendo Switch | Em desenvolvimento   |